# Crawford (Colorado)
Crawford és una població dels Estats Units a l'estat de Colorado. Segons el cens del 2000 tenia 366 habitants.

## Demografia
Segons el cens del 2000, Crawford tenia 366 habitants, 147 habitatges, i 104 famílies. La densitat de població era de 543,5 habitants per km².
Dels 147 habitatges en un 36,7% hi vivien nens de menys de 18 anys, en un 51,7% hi vivien parelles casades, en un 12,9% dones solteres, i en un 28,6% no eren unitats familiars. En el 25,9% dels habitatges hi vivien persones soles el 14,3% de les quals corresponia a persones de 65 anys o més que vivien soles. El nombre mitjà de persones vivint en cada habitatge era de 2,49 i el nombre mitjà de persones que vivien en cada família era de 2,88.
Per edats la població es repartia de la següent manera: un 30,3% tenia menys de 18 anys, un 5,7% entre 18 i 24, un 27,3% entre 25 i 44, un 21,3% de 45 a 60 i un 15,3% 65 anys o més.
L'edat mediana era de 36 anys. Per cada 100 dones de 18 o més anys hi havia 96,2 homes.
La renda mediana per habitatge era de 23.281 $ i la renda mediana per família de 27.500 $. Els homes tenien una renda mediana de 37.917 $ mentre que les dones 16.563 $. La renda per capita de la població era de 13.284 $. Entorn del 23,5% de les famílies i el 29,4% de la població estaven per davall del llindar de pobresa.

## Poblacions més properes
El següent diagrama mostra les poblacions més properes.